# 중파

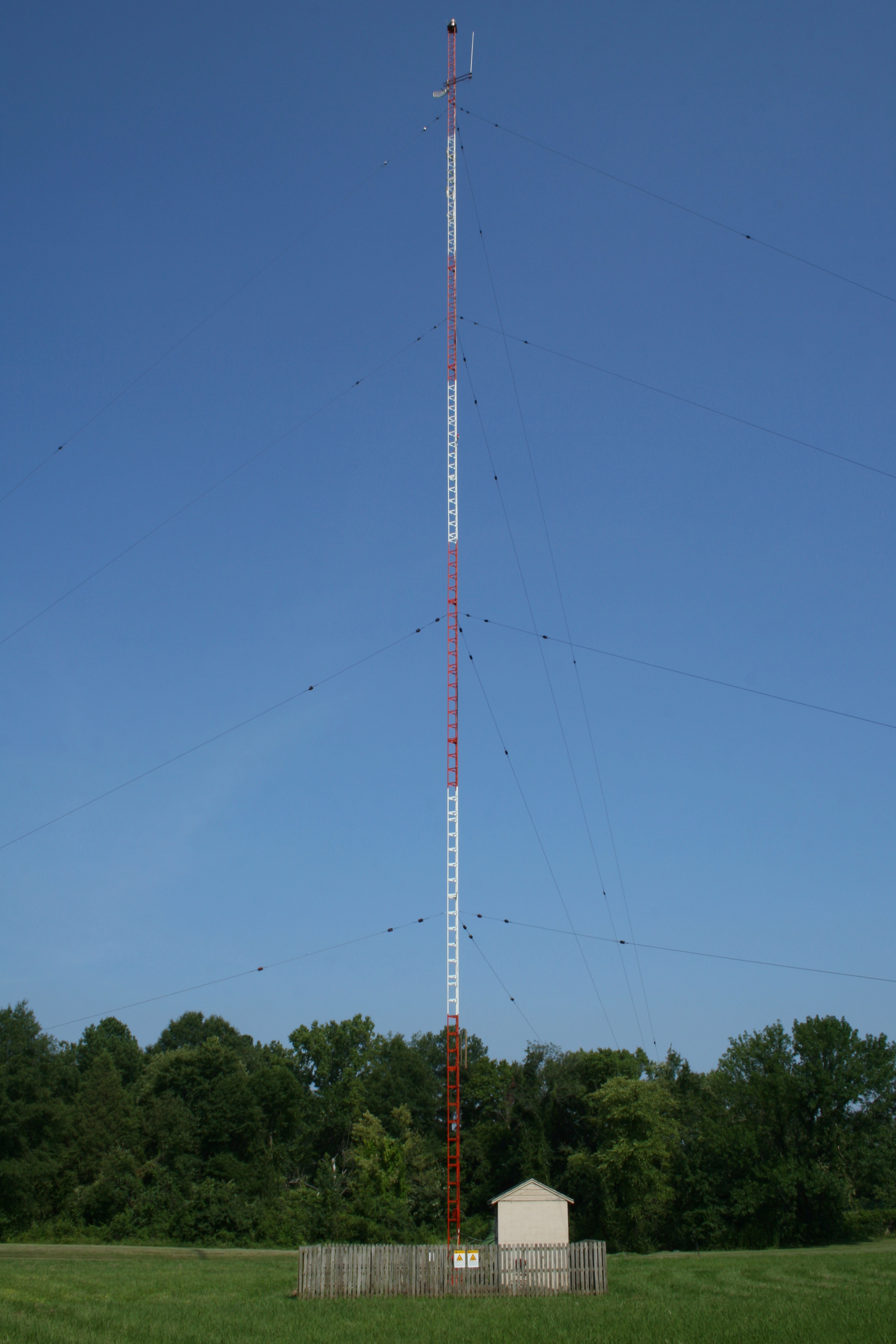
미국 노스캐롤라이나주 채플힐의 상업용 AM 방송국의 전형적인 마스트 라디에이터

중파(中波, medium wave, MW)는 주로 AM 라디오 방송에 사용되는 중주파 주파수 대역의 일부이다. 이 스펙트럼은 FM 방송의 FM 방송국보다 음질이 제한적인 약 120개의 채널을 제공한다. 낮 동안에는 수신이 주로 지역 방송국에 한정되지만, 이는 신호 조건과 사용되는 라디오 수신기의 품질에 따라 달라진다. 밤에는 신호 전파가 개선되어 훨씬 먼 거리(약 2,000km 또는 1,200마일 범위 내)의 신호를 수신할 수 있다. 이는 대부분의 채널에서 여러 송신기가 동시에 작동하기 때문에 간섭이 증가할 수 있다. 또한, 진폭 변조(AM)는 다양한 전자기기, 특히 전원 공급 장치 및 컴퓨터에 의한 간섭에 더 취약한 경우가 많다. 강력한 송신기는 FM 방송보다 더 넓은 영역을 커버하지만, 더 많은 에너지와 더 긴 안테나가 필요하다. 디지털 모드도 가능하지만, 2020년 기준 현재까지는 큰 동력을 얻지 못했다.
MW는 1920년대 초부터 1950년대까지 방송의 주요 주파수 대역이었으며, 이후 음질이 더 좋은 FM이 그 자리를 차지했다. 유럽에서는 디지털 라디오가 인기를 얻고 있으며, AM 방송국에 FM 대역에 사용 가능한 주파수가 없을 경우 전환할 기회를 제공한다 (그러나 디지털 라디오는 유럽의 많은 지역에서 여전히 커버리지 문제가 있다). 유럽의 많은 국가들은 2010년대 이후 MW 송신기를 끄거나 제한했다.
이 용어는 20세기 초에 무선 스펙트럼이 파동의 파장에 따라 장파, 중파, 단파 대역으로 나뉘었을 때부터 유래된 역사적인 용어이다.

## 스펙트럼 및 채널 할당
| 지역                   | kHz (중심/반송파 주파수)                   | 간격   | 채널 |
| ---------------------- | ------------------------------------------ | ------ | ---- |
| 유럽, 아시아, 아프리카 | 531–1602 kHz                               | 9 kHz  | 120  |
| 오스트레일리아         | 531–1701 kHz (1602 kHz 이상 저전력 방송국) | 9 kHz  | 131  |
| 북아메리카, 남아메리카 | 530–1700 kHz                               | 10 kHz | 118  |

유럽, 아프리카 및 아시아의 경우 MW 대역은 531kHz에서 1602kHz까지 9kHz 간격으로 120개의 반송파 주파수 채널로 구성된다. 주파수 조정을 통해 한 지역에서 인접 채널의 사용을 피한다. 변조된 오디오를 포함한 총 할당 스펙트럼은 526.5kHz에서 1606.5kHz까지이다. 오스트레일리아는 1701kHz까지 확장된 AM 확장 대역을 사용한다.
북아메리카와 남아메리카는 530kHz에서 1700kHz까지 118개 채널을 사용하며 10kHz 간격 채널을 사용한다. 1610kHz 이상의 대역은 주로 저전력 방송국에서만 사용된다. 이 대역은 자동 교통, 날씨 및 관광 정보 서비스에 선호되는 대역이다.

## 음질
9kHz 및 10kHz의 채널 간격은 인접 채널에 간섭을 일으키지 않고 각각 오디오 대역폭을 4.5kHz 및 5kHz로 제한해야 한다. 이는 오디오 스펙트럼이 두 번 전송되기 때문이다. 한 번은 각 측파대에서 (즉, 9kHz 채널의 경우 반송파 주파수에서 ±4.5kHz, 10kHz 채널의 경우 반송파 주파수에서 ±5kHz) 전송된다. 이는 대화 및 뉴스에는 적합하지만 고음질 음악에는 적합하지 않다. 그러나 많은 방송국은 최대 10kHz의 오디오 대역폭을 사용하며, 이는 하이파이는 아니지만 가벼운 청취에는 충분하다. 영국에서는 2024년까지 대부분의 방송국이 6.3kHz의 대역폭을 사용했다. 그러나 2024년 오프컴은 허용 대역폭을 9kHz로 확장하여 음질을 크게 향상시켰다. AM의 경우 오디오가 재생되는 방식은 각 수신기의 주파수 필터에 크게 좌우된다. 이는 복조된 오디오가 더 객관적인 FM 및 디지털 모드에 비해 큰 단점이다. 확장된 오디오 대역폭은 인접 채널에 간섭을 일으킨다.

## 전파 특성
이 대역의 파장은 너무 길어 전파가 건물과 언덕에 막히지 않고 지구의 곡률을 따라 지평선 너머로 전파될 수 있다. 이를 지표파라고 한다. 강력한 송신기의 실용적인 지표파 수신은 일반적으로 200–300 마일 (320–480 km)까지 확장되며, 지반 전도도가 높은 지형에서는 더 먼 거리를, 염수 위에서는 가장 먼 거리를 도달한다. 지표파는 낮은 중파 주파수에서 더 멀리 도달한다.
중파는 또한 전리층의 전하를 띤 입자층에서 반사되어 훨씬 더 먼 거리로 지구로 돌아올 수 있다. 이를 공중파라고 한다. 밤에는 특히 겨울철과 태양 활동이 낮은 시기에 하부 전리층 D층이 거의 사라진다. 이때 MW 전파는 상부 F층에 의해 신호가 반사되어 수백 또는 수천 마일 떨어진 곳에서도 쉽게 수신될 수 있다. 이는 매우 장거리 방송을 가능하게 하지만, 멀리 떨어진 지역 방송국에 간섭을 일으킬 수도 있다. MW 방송 대역에서 사용 가능한 채널 수가 제한되어 있기 때문에 동일한 주파수가 수백 마일 떨어진 다른 방송국에 재할당된다. 공중파 전파가 잘 되는 밤에는 먼 방송국의 공중파 신호가 동일 주파수의 지역 방송국 신호와 간섭할 수 있다. 북아메리카에서는 북미 지역 방송 협약(NARBA)이 몇몇 특별 허가를 받은 AM 방송국의 공중파를 통한 확장 서비스 지역 야간 사용을 위해 특정 채널을 확보해 두었다. 이 채널을 클리어 채널이라고 하며, 이들은 10~50kW의 더 높은 출력으로 방송해야 한다.

## 북아메리카에서의 사용
처음에 미국에서의 방송은 두 가지 파장으로 제한되었다. "엔터테인먼트"는 360미터(833kHz)로 방송되었고, 방송국은 일기예보나 작물 가격 보고서 및 기타 정부 보고서를 방송할 때는 485미터(619kHz)로 전환해야 했다. 이러한 방식은 여러 가지 실질적인 어려움을 겪었다. 초기 송신기는 기술적으로 미숙하여 의도한 주파수에 정확히 설정하는 것이 거의 불가능했으며, 동일 지역의 두 개(또는 그 이상) 방송국이 동시에 방송하는 경우 (자주 발생했듯이) 발생하는 간섭으로 인해 일반적으로 둘 다 명확하게 들리지 않았다. 상무부는 이러한 경우에 거의 개입하지 않고 방송국들이 자발적인 시간 공유 협정을 맺도록 내버려 두었다. 세 번째 "엔터테인먼트" 파장인 400미터가 추가되었지만 이러한 혼잡을 해결하는 데는 거의 도움이 되지 않았다.
1923년 상무부는 점점 더 많은 방송국이 상업적 허가를 신청하면서 모든 방송국이 동일한 세 가지 파장으로 방송하는 것이 실용적이지 않다는 것을 깨달았다. 1923년 5월 15일, 허버트 후버 상무장관은 550kHz에서 1350kHz까지 10kHz 간격으로 81개의 주파수를 할당하는 새로운 대역 계획을 발표했다(나중에 1500kHz, 그리고 궁극적으로 1700kHz로 확장되었다). 각 방송국은 하나의 주파수를 할당받았고 (비록 다른 지역 및 해외 방송국과 공유되었지만), 더 이상 일기예보 및 정부 보고서를 엔터테인먼트와 다른 주파수에서 방송할 필요가 없게 되었다. 클래스 A 및 B 방송국은 하위 대역으로 분리되었다.
미국과 캐나다에서는 최대 송신기 출력이 50킬로와트로 제한되는 반면, 유럽에는 낮에 송신기 출력이 최대 2메가와트에 달하는 중파 방송국이 있다.
대부분의 미국 AM 방송국은 연방 통신 위원회(FCC)의 요구에 따라 밤에는 송신을 중단하거나, 출력을 줄이거나, 지향성 안테나 어레이를 사용해야 한다. 이는 밤에만 발생하는 장거리 공중파 전파의 전파(때로는 느슨하게 '스킵'이라고 불림)로 인한 상호 간섭을 피하기 위함이다. 밤에 완전히 송신을 중단하는 방송국은 종종 "데이타임 방송국"으로 알려져 있다. 캐나다 방송국도 비슷한 규제가 Industry Canada에서 관리하고 있지만, 캐나다에는 더 이상 데이타임 방송국이 존재하지 않으며, 마지막 방송국은 2013년에 FM 방송으로 전환한 후 송신을 중단했다.

## 유럽에서의 사용
많은 국가들이 비용 절감과 청취자들의 중파 사용률 저조로 인해 2010년대에 대부분의 중파 송신기를 중단했다. 여기에는 독일, 프랑스, 러시아, 폴란드, 스웨덴, 베네룩스, 오스트리아, 스위스, 슬로베니아 및 대부분의 발칸 지역이 포함된다. 아이슬란드, 아일랜드, 핀란드, 노르웨이 등 중파 송신기가 없거나 거의 없는 국가도 있다.
영국, 스페인, 루마니아에는 여전히 대규모 송신기 네트워크가 남아 있다. 네덜란드와 스칸디나비아에서는 일부 방송국이 이전 고출력 주파수에서 저전력 서비스를 시작했다. 2017년 5월 22일, 영국 정부 규제 기관인 오프컴은 전 해상 방송국인 라디오 캐롤라인에 648kHz 주파수에서 1kW의 출력으로 서퍽주와 북부 에식스주에 방송할 수 있는 커뮤니티 라이선스를 부여했다. 이 주파수는 이전에 BBC 월드 서비스에서 사용되었다. 이탈리아에서는 정부가 고출력 송신기를 폐쇄했지만 저출력 민간 방송국은 남아 있다. 중파 대역이 쇠퇴하면서 나머지 국가들과 북아프리카 및 중동의 많은 지역 방송국들이 이제 유럽 전역에서 수신될 수 있지만, 종종 간섭이 많아 약하게 수신된다.
유럽에서는 각 국가에 고출력(최대 2MW)을 사용할 수 있는 여러 주파수가 할당된다. 최대 출력은 또한 국제전기통신연합(ITU)의 국제 협약에 따라 결정된다.
대부분의 경우 두 가지 전력 제한이 있다. 무지향성 방사의 경우 낮은 전력 제한이 있고, 특정 방향에 최소값이 있는 지향성 방사의 경우 높은 전력 제한이 있다. 전력 제한은 또한 낮 시간대에 따라 달라질 수 있으며, 밤에는 너무 많은 간섭을 일으키기 때문에 방송국이 작동하지 않을 수도 있다. 다른 국가들은 동일한 주파수에서 저전력 송신기만을 작동시킬 수 있으며, 이는 다시 합의에 따라 달라진다. 냉전의 종식과 위성 및 인터넷 TV 및 라디오의 가용성 증가로 유럽에서 국제 중파 방송은 현저히 감소했지만, 국외 거주자 및 기타 관심 있는 청취자들의 이웃 국가 방송의 국경 간 수신은 여전히 이루어지고 있다.
20세기 후반, 중파 대역의 과밀화는 유럽의 일부 지역에서 심각한 문제였다. 이는 많은 방송국(특히 독일)에서 초단파 FM 방송을 조기에 채택하는 데 기여했다.
유럽에서 주파수에 대한 높은 수요로 인해 많은 국가에서 단일 주파수 네트워크를 구축했다. 영국에서는 BBC 라디오 파이브 라이브가 693kHz 또는 909kHz의 다양한 송신기에서 방송된다. 이 송신기들은 동일 주파수의 더 먼 송신기로부터의 간섭을 최소화하기 위해 신중하게 동기화된다.

## 아시아에서의 사용
아시아와 중동에서는 많은 고출력 송신기가 여전히 작동 중이다. 중화인민공화국, 인도네시아, 대한민국, 조선민주주의인민공화국, 일본, 태국, 베트남, 필리핀, 사우디아라비아, 이집트, 인도, 파키스탄, 방글라데시는 여전히 중파를 사용한다. 동남아시아의 유명한 중파 라디오 방송국으로는 필리핀의 DZBB와 DZAS, 인도네시아의 Radio RASIL과 RRI가 있다.
이스라엘은 이스라엘-하마스 전쟁 발발 후 중파로 돌아왔다.
중국은 전국에 걸쳐 많은 단일 주파수 네트워크를 운영하고 있다.
2023년 5월 현재, NHK를 비롯한 많은 일본 방송사들이 중파로 방송하고 있으며, 일본 전역에서 많은 고출력 송신기가 작동 중이다. 농촌 지역을 위한 일부 저출력 중계 송신기도 있다.
말레이시아와 싱가포르를 포함한 일부 국가는 중파 사용을 중단했다.

## 스테레오 및 디지털 전송

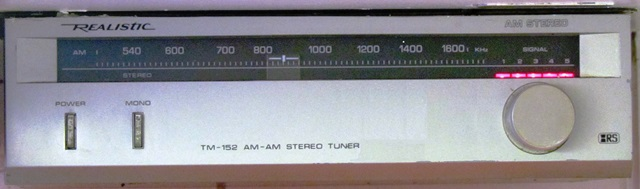
1988년경 리얼리스틱 TM-152 AM 스테레오 튜너

스테레오 전송은 가능하며 미국, 캐나다, 멕시코, 도미니카 공화국, 파라과이, 호주, 필리핀, 일본, 대한민국, 남아프리카 공화국, 이탈리아, 프랑스의 일부 방송국에서 제공되거나 제공되었었다. 그러나 AM 스테레오에는 여러 가지 표준이 있었다. C-QUAM은 미국 및 기타 국가의 공식 표준이지만, 이 기술을 구현하는 수신기는 더 이상 소비자가 쉽게 구할 수 없다. AM 스테레오가 지원되는 중고 수신기는 찾아볼 수 있다. "FM/AM 스테레오" 또는 "AM & FM 스테레오"와 같은 명칭은 오해의 소지가 있을 수 있으며, 일반적으로 라디오가 C-QUAM AM 스테레오를 디코딩할 것이라는 의미는 아니며, "FM 스테레오/AM 스테레오" 또는 "AMAX 스테레오"라고 표시된 장치는 AM 스테레오를 지원한다.
2002년 9월, 미국 연방 통신 위원회는 신호의 오디오 품질을 향상시키기 위한 독점적인 iBiquity 대역 내 채널(IBOC) HD 라디오 시스템인 디지털 오디오 방송을 승인했다. ETSI가 표준화한 DRM(Digital Radio Mondiale) 시스템은 스테레오를 지원하며 북아메리카와 미국 영토 외부에서 사용하도록 ITU가 승인한 시스템이다. 일부 HD 라디오 수신기는 C-QUAM AM 스테레오도 지원하지만, 이 기능은 일반적으로 제조업체에서 광고하지 않는다.

## 안테나

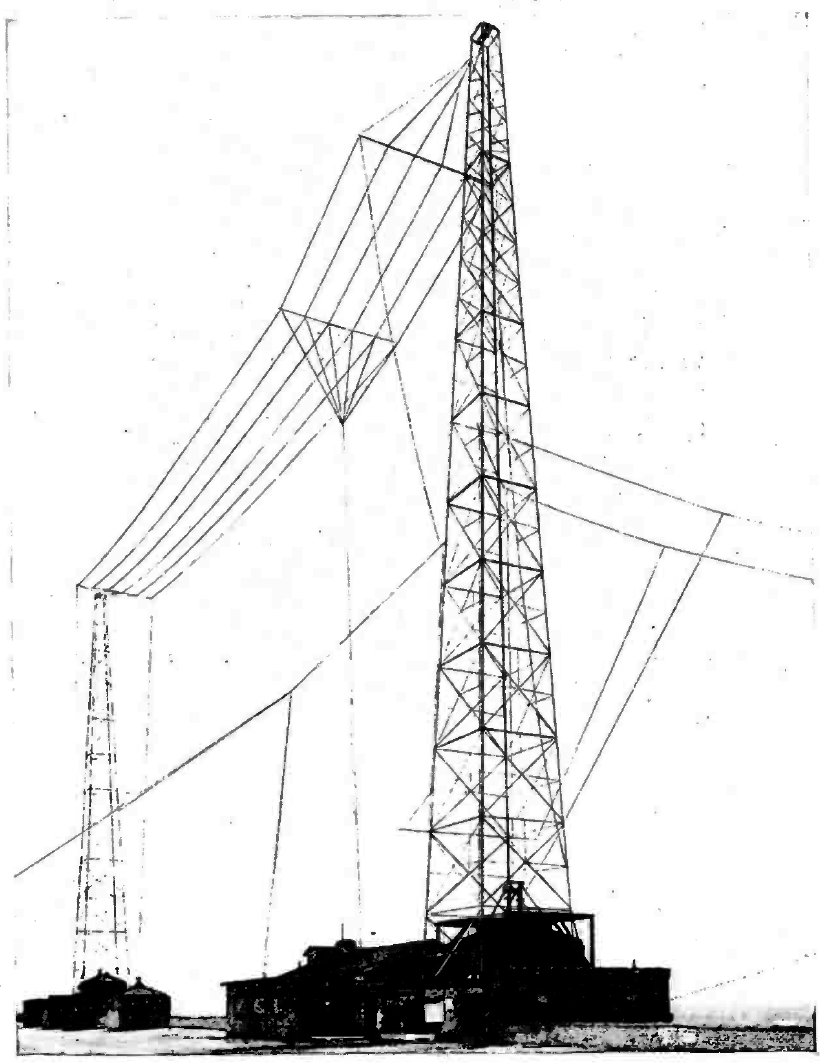
미국 매사추세츠주 WBZ 라디오 방송국의 다중선 T 안테나, 1925년. T 안테나는 중파 방송에 사용된 최초의 안테나이며, 낮은 출력에서 여전히 사용된다.

방송용으로는 마스트 라디에이터가 가장 일반적인 안테나 유형으로, 마스트 구조 자체를 안테나로 사용하는 강철 격자 가이 마스트로 구성된다. 저출력 방송국은 1/4 파장(1킬로와트에서 1킬로미터당 약 310밀리볼트)에서 5/8 파장(225 전기적 각도; 1킬로와트에서 1킬로미터당 약 440밀리볼트) 높이의 마스트를 사용할 수 있으며, 고출력 방송국은 주로 1/2 파장에서 5/9 파장을 사용한다. 5/9 파장(200 전기적 각도; 1킬로와트에서 1킬로미터당 약 410밀리볼트)보다 높은 마스트를 고출력으로 사용하면 수직 방사 패턴이 좋지 않으며, 이러한 경우 195 전기적 각도(1킬로와트에서 1킬로미터당 약 400밀리볼트)가 일반적으로 이상적인 것으로 간주된다. 마스트 안테나는 일반적으로 직렬 여자(기저 구동) 방식이며, 급전선은 기저부에서 마스트에 연결된다. 안테나의 기저부는 높은 전기적 전위를 가지므로 접지에서 분리하기 위해 세라믹 절연체 위에 지지되어야 한다. 마스트의 기저부가 접지 전위의 정재파 마디에 있어 접지에서 절연될 필요가 없는 병렬 여자 마스트는 1MW 이상과 같이 직렬 여자가 비실용적인 특별히 높은 출력의 경우를 제외하고는 사용되지 않게 되었다. 접지된 마스트 또는 타워가 필요한 경우 케이지 안테나 또는 롱 와이어 안테나가 사용된다. 또 다른 가능성은 튜닝 장치에서 특정 높이의 가이나 크로스바까지 연결되는 케이블로 마스트 또는 타워에 급전하는 것이다.
지향성 안테나는 높이가 같을 필요가 없는 여러 개의 마스트로 구성된다. 또한 케이지의 일부가 특정 위상차로 급전되는 케이지 안테나로 중파용 지향성 안테나를 구현하는 것도 가능하다.
중파(AM) 방송의 경우 1/4 파장 마스트는 주파수에 따라 높이가 153 피트 (47 m)에서 463 피트 (141 m)이다. 이러한 높은 마스트는 비용이 많이 들고 비경제적일 수 있기 때문에, 1/4 파장보다 짧은 수직 마스트로 동등한 신호 강도를 얻기 위해 정전용량식 상부 하중(전기적 길이 확장)을 사용하는 다른 유형의 안테나가 자주 사용된다. 마스트 라디에이터 상단에는 때때로 방사형 와이어로 된 "톱 햇"이 추가되어 마스트를 더 짧게 만들 수 있다. 지역 방송국 및 5kW 미만의 아마추어 방송국에서는 두 개의 마스트 사이에 매달린 하나 이상의 수평 와이어로 구성된 수직 방사 와이어에 연결된 T 안테나 및 L 안테나가 자주 사용된다. 저출력 방송국에 인기 있는 선택은 높이가 1/10 파장 이하인 단일 마스트만 필요한 우산 안테나이다. 이 안테나는 접지에서 절연되고 하단에서 접지에 대해 급전되는 단일 마스트를 사용한다. 마스트 상단에는 방사형 상부 하중 와이어(일반적으로 약 6개)가 연결되어 있으며, 이는 전체 높이의 약 1/3 지점까지 40-45도 각도로 아래로 경사져 있으며, 그 지점에서 절연체로 연결된 다음 외부의 접지 앵커로 연결된다. 따라서 우산 안테나는 가이 와이어를 안테나의 상부 하중 부분으로 사용한다. 이 모든 안테나에서 짧은 방사체의 작은 방사 저항은 안테나 상단에 부착된 와이어에 의해 추가되는 정전용량에 의해 증가한다.
드물게는 두 개의 마스트나 타워 사이에 매달린 다이폴 안테나가 사용된다. 이러한 안테나는 공중파를 방사하기 위한 것이다. 베를린-브리츠 송신기의 중파 송신기는 밤에 전리층으로 공중파를 전송하기 위해 30.5미터 높이의 가이 마스트 5개에 설치된 크로스 다이폴을 사용했다.

### 수신 안테나

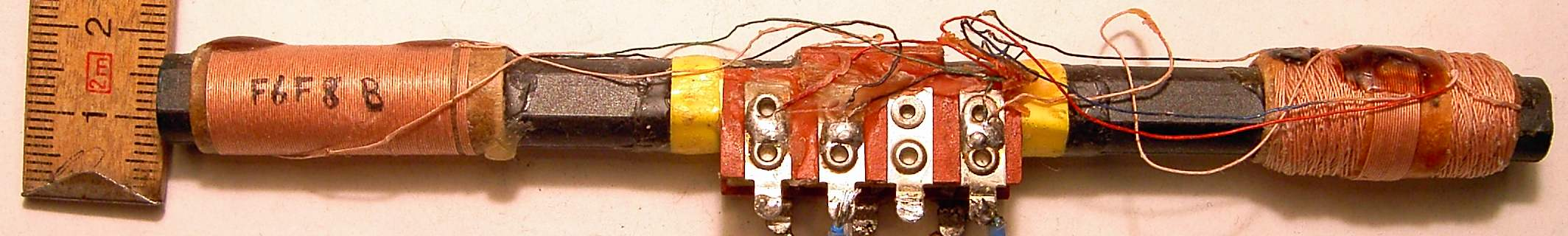
AM 라디오 수신기에 사용되는 일반적인 페라이트 막대 안테나

이러한 주파수에서는 대기 노이즈가 수신기 신호 대 잡음비보다 훨씬 높기 때문에, 비효율적인 안테나는 파장보다 훨씬 작더라도 수신에 사용될 수 있다. 1.6MHz 미만의 주파수에서 수신하는 경우, 즉 장파와 중파를 포함하는 경우 루프 안테나는 국지적으로 발생하는 노이즈를 제거할 수 있는 능력 때문에 인기가 있다. 방송 수신에 가장 일반적인 안테나는 페라이트 막대 안테나이며, 루프스틱 안테나라고도 불린다. 높은 투자율의 페라이트 코어 덕분에 라디오 케이스 내부에 장착할 만큼 작고도 충분한 감도를 가질 수 있다.
약한 신호 수신 또는 공통 주파수를 공유하는 다른 신호를 구별하기 위해 지향성 안테나가 사용된다. 최상의 신호 대 잡음비를 얻으려면 전기적 간섭원으로부터 멀리 떨어진 실외에 배치하는 것이 가장 좋다. 이러한 중파 안테나의 예로는 광대역 비동조 루프, 길쭉한 종단 루프, 파동 안테나(예: 베버리지 안테나) 및 페라이트 슬리브 루프 안테나가 있다.

## 같이 보기
- FM 방송
- 위성 라디오